# Józef Stanisław Mujta

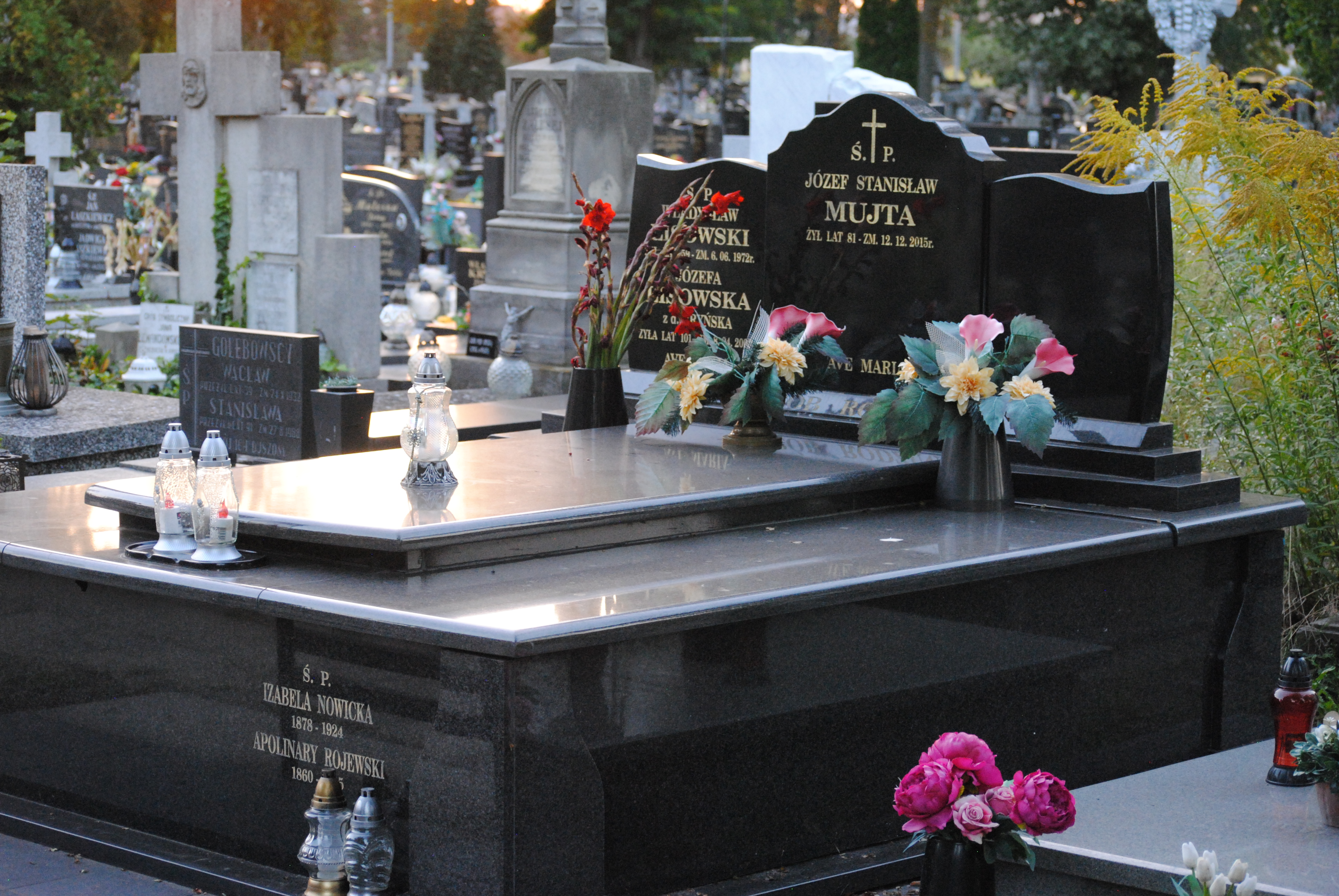
Grób Józefa Stanisława Mujty na cmentarzu rzymskokatolickim w Kole

Józef Stanisław Mujta (ur. 14 grudnia 1934 w Pomarzanach Fabrycznych, zm. 12 grudnia 2015 w Kole) – polski regionalista, historyk i nauczyciel.

## Życiorys
W 1949 roku ukończył szkołę podstawową, a 4 lata później Liceum Pedagogiczne w Koninie. W 1969 roku ukończył zaoczne studia na Uniwersytecie Warszawskim, uzyskując tytuł magistra historii. W 1977 roku na Uniwersytecie im. Adama Mickiewicza w Poznaniu uzyskał stopień doktora nauk humanistycznych w zakresie historii na podstawie pracy Powiat kolski w latach 1945-1970 napisanej pod kierunkiem Antoniego Czubińskiego. W 2004 roku uzyskał stopień kustosza dyplomowanego.
W latach 1953–1972 pracował jako nauczyciel historii w Szkole Podstawowej nr 3 w Kole, był także nauczycielem w Technikum Ekonomicznym, Liceum Ogólnokształcącym dla Pracujących oraz w Technikum Rolniczym w Kościelcu. W latach 1973–1993 pracował jako nauczyciel w Liceum Ogólnokształcącym im. Kazimierza Wielkiego w Kole, a dodatkowo także w Liceum Sztuk Plastycznych w Kole oraz w Zespole Szkół Ogrodniczych w Powierciu. Od 1991 roku do 2004 roku był dyrektorem Muzeum Technik Ceramicznych w Kole.
W 1954 roku został wybrany radnym Miejskiej Rady Narodowej w Kole, w radzie zasiadał przez pięć kadencji, tj. do 1973, przez jedną kadencję pełnił także funkcję przewodniczącego MRN. W latach 1983–1990 pełnił funkcję prezesa Zarządu Miejskiego Związku Nauczycielstwa Polskiego. Był także prezesem Kolskiego Towarzystwa Kulturalnego i redaktorem czasopisma „Ziemia Kolska”. Działalność regionalistyczną rozpoczął w latach 70. XX wieku, publikując artykuły w „Roczniku Wielkopolski Wschodniej”. Od 1987 roku publikował także w Przeglądzie Wielkopolskim.
Był autorem kilku monografii, wielu książek oraz ponad 200 artykułów.
Jego życiorys ukazał się w „Who is who w Polsce” z 2003 roku.

## Życie prywatne
Był żonaty z Barbarą z d. Lisowską. Mieli dwie córki: Beatę i Iwonę.

## Odznaczenia
Został odznaczony następującymi odznaczeniami:
- Krzyż Kawalerski Orderu Odrodzenia Polski
- Złoty Krzyż Zasługi
- Medal Komisji Edukacji Narodowej
- Medal 40-lecia Polski Ludowej
- Medal za Długoletnie Pożycie Małżeńskie
- Odznaka „Zasłużony Działacz Kultury”
- Srebrny Medal Opiekuna Miejsc Pamięci Narodowej
- Odznaka honorowa „Za Zasługi w Rozwoju Województwa Poznańskiego”
- Odznaka „Za zasługi dla Województwa Konińskiego”
- Odznaka honorowa „Za zasługi dla miasta Koła”
- Złota Odznaka ZNP

## Wybrane publikacje
- Działalność KPP i PPS w powiecie kolskim w okresie II Rzeczypospolitej, Koło: Kolskie Towarzystwo Kulturalne, 1984. Brak numerów stron w książce
- Miasto Koło w 625-lecie nadania praw miejskich, Poznań: Centralny Ośrodek Informacji Turystycznej Oddział w Poznaniu, 1987, ISBN 83-85034-01-3. Brak numerów stron w książce
- Gmina Babiak – przeszłość i teraźniejszość, Babiak–Konin: Urząd Wojewódzki w Koninie, 1995. Brak numerów stron w książce
- 635 lat miasta Koła, Koło: Muzeum Technik Ceramicznych w Kole, 1997, ISBN 83-86139-34-X. Brak numerów stron w książce
- Miasto Dąbie w XIX i XX wieku, Dąbie: Miasto i Gmina Dąbie, 1998. Brak numerów stron w książce
- Parafia Rzymskokatolicka pod wezwaniem Podwyższenia Świętego Krzyża w Kole. Zarys dziejów. Koło: Muzeum Technik Ceramicznych, 2003. ISBN 83-919609-0-0. Brak numerów stron w książce
- Monografia powiatu kolskiego: przeszłość i teraźniejszość, Koło: Starostwo Kolskie, 2007. Brak numerów stron w książce
- Liceum Ogólnokształcące w Kole im. Kazimierza Wielkiego 1879-2009, Koło: Starostwo Powiatowe w Kole, 2009. Brak numerów stron w książce
- Gmina Olszówka – przeszłość i teraźniejszość, Olszówka: Gmina Olszówka, 2010. Brak numerów stron w książce